# مونيكا أتارد
مونيكا أتارد (بالإنجليزية: Monica Attard)‏ هي محامية ومراسلة وصحفية ومقدمة تلفزيونية أسترالية، ولدت في 12 ديسمبر 1958 في سيدني في أستراليا.